# 5인 위원회

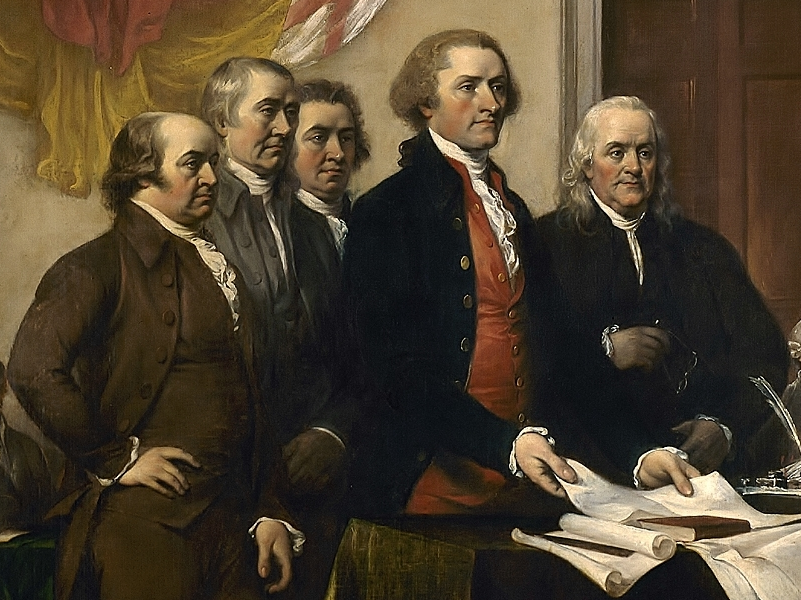
존 트럼불의 1818년 회화에서 필라델피아에서 제2차 대륙회의에 미국 독립선언 초안을 제시하는 5인 위원회. 왼쪽부터 오른쪽으로: 존 애덤스, 로저 셔먼, 로버트 리빙스턴, 토머스 제퍼슨, 벤저민 프랭클린.

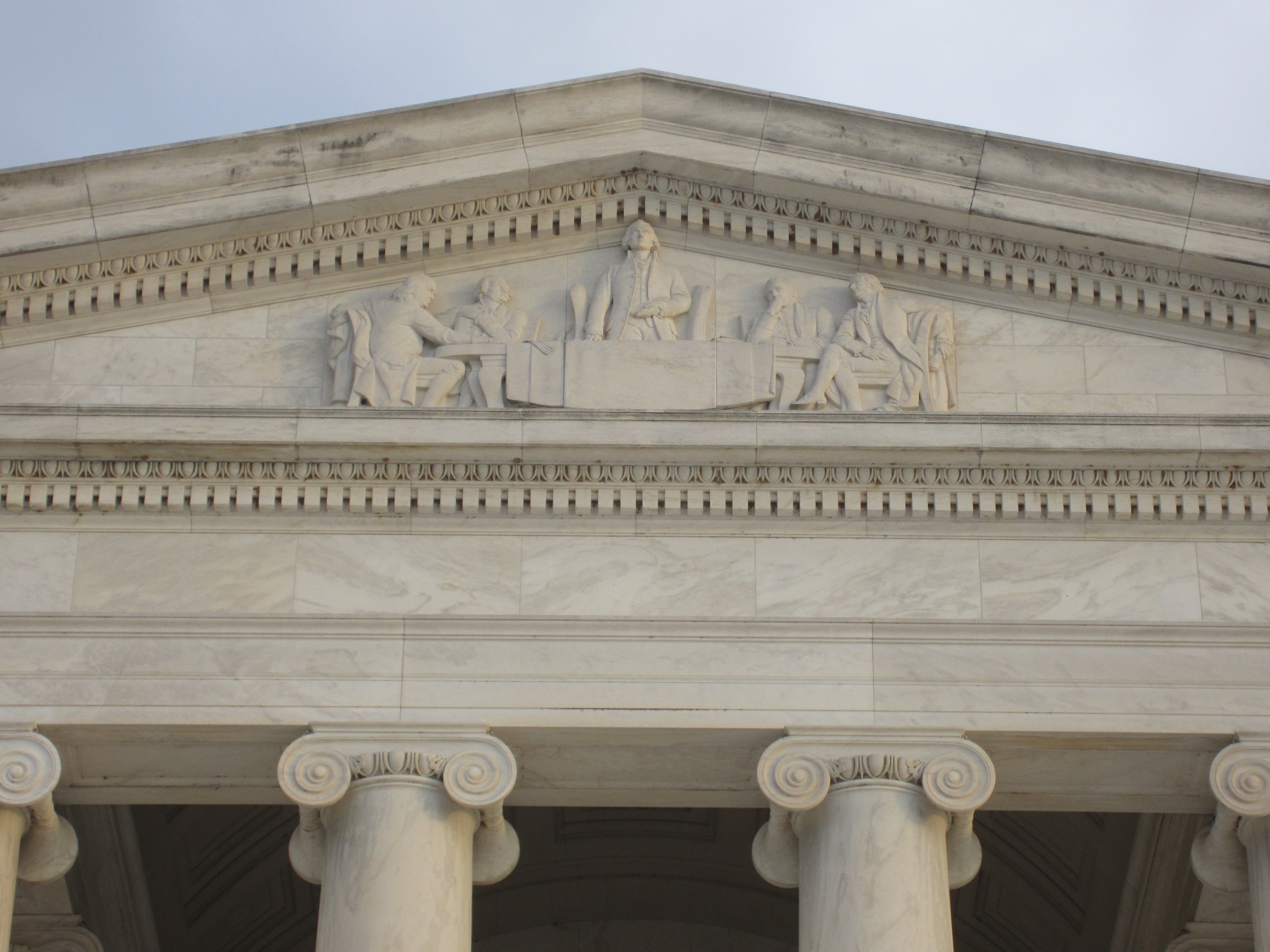
제퍼슨 기념관은 아돌프 알렉산더 와인만이 조각한 페디먼트에 5인 위원회를 묘사하고 있다.

5인 위원회(영어: Committee of Five)는 제2차 대륙회의의 5명의 위원들로 구성된 그룹으로, 1776년 7월 4일에 미국 독립선언으로 알려지게 될 문서를 펜실베이니아 주립 의사당에서 의회 전체에 초안을 작성하고 제출했다. 이 선언 위원회는 1776년 6월 11일부터 선언이 발표된 날인 1776년 7월 5일까지 활동했다.
위원회는 존 애덤스, 벤저민 프랭클린, 토머스 제퍼슨, 로버트 리빙스턴, 로저 셔먼으로 구성되었다.

## 위원회 구성원들
이 위원회의 위원들은 다음과 같다:
- 존 애덤스, 매사추세츠주 대표, 후에 제2대 미국 대통령이 됨[1]
- 토머스 제퍼슨, 버지니아 식민지 대표, 후에 제3대 미국 대통령이 됨[2]
- 벤저민 프랭클린, 펜실베이니아 식민지 대표, 미국 건국의 아버지 중 가장 유명한 지식인 중 한 명으로 알려져 있으며, 그의 학술적 저작과 언론 출판물은 미국 독립 혁명에 매우 중요한 영향을 미쳤다. 미국 독립선언, 프랑스와의 동맹 조약, 파리 조약, 그리고 미국 헌법에 서명한 유일한 인물이다.
- 로저 셔먼, 코네티컷 식민지 대표, 대륙 연합, 선언, 연합규약, 그리고 헌법이라는 미국의 4대 국무 문서에 모두 서명한 유일한 인물이다.[3] 셔먼은 코네티컷 타협을 제안했다.
- 로버트 리빙스턴, 뉴욕 식민지 대표, 후에 초대 미국의 국무장관을 역임했으며, 1789년 조지 워싱턴 대통령 취임식에서 미국 대통령의 취임 선서를 주재하고 프랑스 대사로서 루이지애나 매입을 협상했다.[4]

## 독립선언 초안 작성

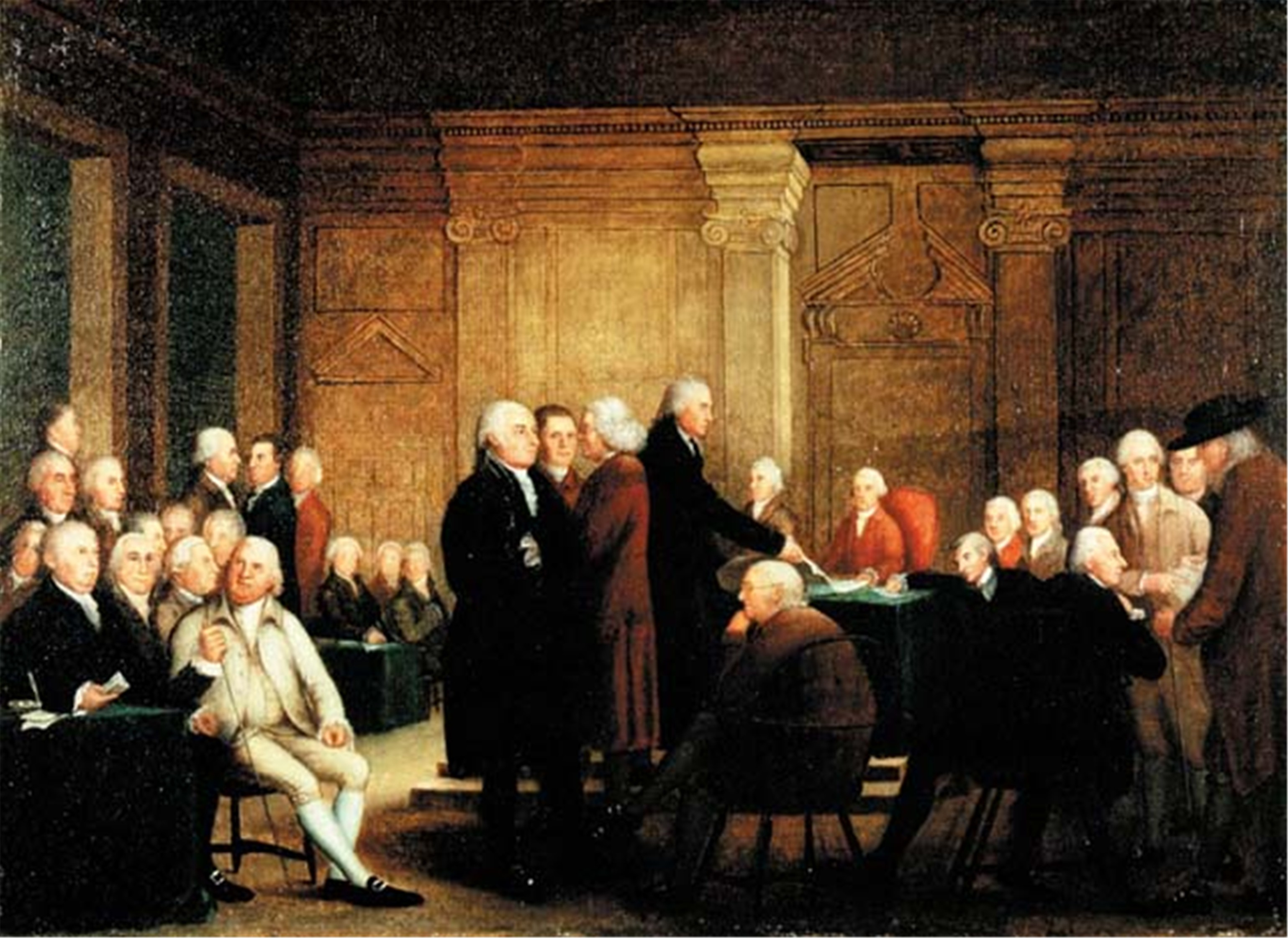
로버트 엣지 파인의 《의회의 독립 투표》(1784–1788)는 중앙에 5인 위원회를 묘사하고 있다.

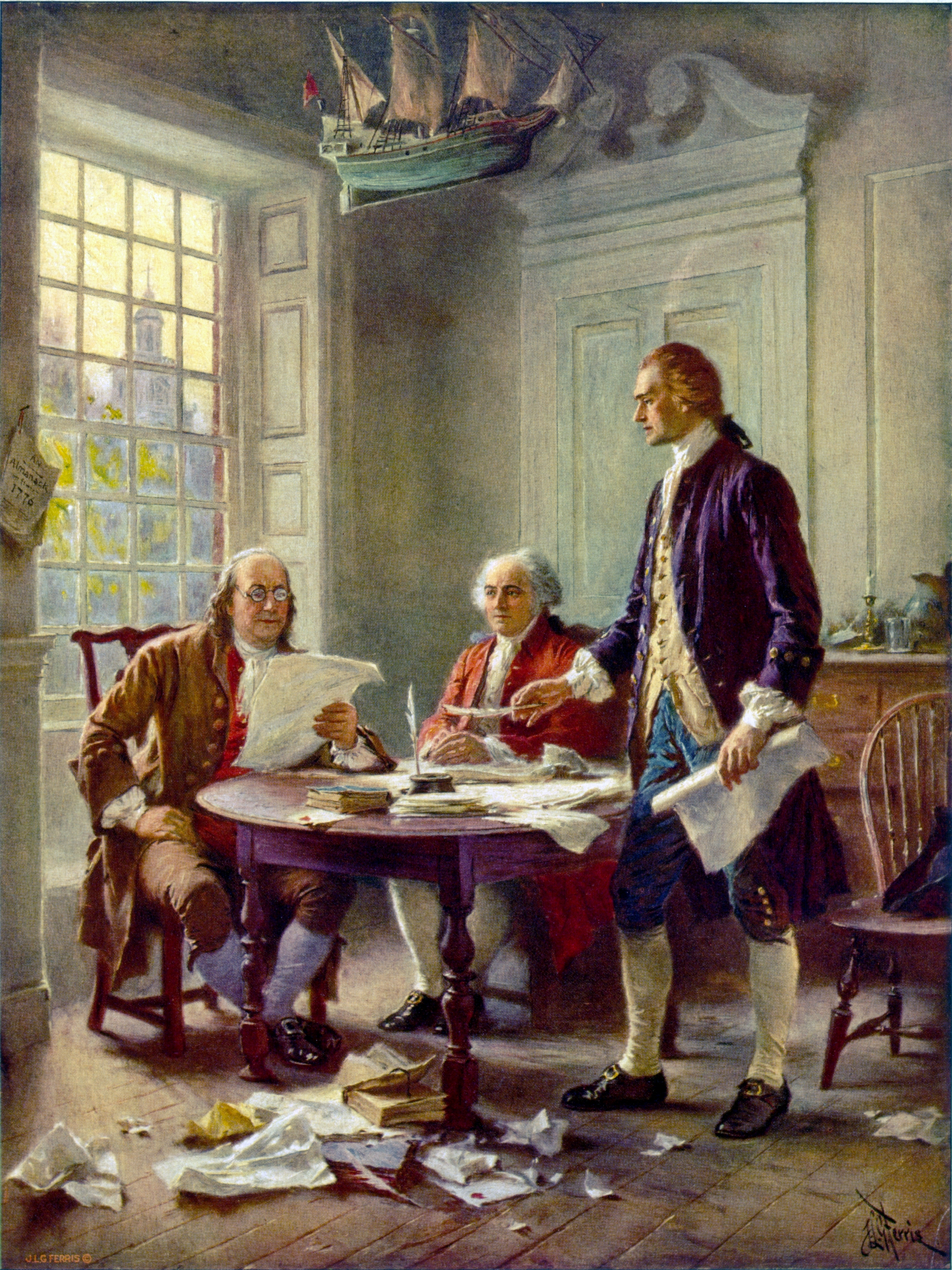
1776년 독립선언문 작성, 장 레옹 제롬 페리스의 1900년 이상화된 그림으로, (왼쪽에서 오른쪽으로) 5인 위원회의 벤저민 프랭클린, 존 애덤스, 토머스 제퍼슨이 선언문을 작업하는 모습을 묘사하고 있다.

대륙회의의 13개 식민지 대표들은 4월 12일 노스캐롤라이나 결의안과 5월 15일 버지니아 결의안에서 제안된 식민지들의 주권 독립 선언 여부에 대한 최종 고려를 7월 1일 월요일까지 연기하기로 결정했다. 이 제안은 리 결의안으로 알려졌으며, 6월 7일 버지니아의 리처드 헨리 리에 의해 의회에 제출되었다. 이 할당된 3주 동안 의회는 식민지들이 대영 제국으로부터 분리되는 이유를 설명하는 성명을 작성하기 위한 위원회를 임명하기로 합의했다. "미국 독립"의 실제 선언은 7월 4일에 발표된 브로드사이드의 마지막 단락을 구성하는 텍스트이다. 이 브로드사이드의 마지막 단락은 7월 2일에 투표로 채택된 선언적 결의안으로 채택된 리 결의안의 텍스트를 반복했다.
6월 11일, 5인 위원회가 임명되었다: 매사추세츠주의 존 애덤스, 코네티컷주의 로저 셔먼, 뉴욕주의 로버트 리빙스턴, 펜실베이니아주의 벤저민 프랭클린, 그리고 버지니아주의 토머스 제퍼슨. 위원회가 회의록을 남기지 않았기 때문에, 초안 작성 과정이 어떻게 진행되었는지에 대한 약간의 불확실성이 있다. 제퍼슨과 애덤스가 수년 후에 작성한 기록들은 자주 인용되지만, 몇 가지 측면에서 차이가 있다.

### 1차 초안
문서의 일반적인 윤곽을 논의한 후, 제2차 대륙회의는 제퍼슨이 첫 번째 초안을 작성하기로 결정했다. 의회의 바쁜 일정으로 인해 제퍼슨은 다음 17일 동안 초안을 작성할 시간이 제한적이었다. 그는 그 후 위원회의 다른 위원들과 협의했고, 그들은 초안을 검토하고 광범위한 변경을 가했다. 제퍼슨은 이러한 변경 사항을 통합한 또 다른 사본을 제작했다.
변경 사항 중에는 제퍼슨이 "생명, 자유, 행복 추구의 보존"이라고 칭했던 것을 오늘날 모두에게 친숙한 더 간결하고 운율 있는 구절인 “삶, 자유 그리고 행복의 추구”로 단순화한 것이 포함되었다. 이는 존 로크의 "생명, 자유, 재산"이라는 구절에서 사유 재산을 자연권으로 묘사한 것과 일부 유사하지만 구별된다.
제퍼슨의 첫 번째 초안은 또한 영국의 노예제 사용에 대한 신랄한 비판을 담고 있었는데, 이는 후에 노예 소유주들을 불쾌하게 하지 않기 위해 삭제되었다.

## 초안 발표
1776년 6월 28일, 위원회는 이 사본을 "전체 위원회" 의회에 제출했으며, 이는 존 트럼불의 유명한 그림으로 기념되었다. 문서의 제목은 "미합중국 대표들이 총회에 모여 선언한 내용"이었다.

### 서명
공식적으로 기록되지는 않았지만, 이 역사적인 투표가 기록된 시간은 LMT 오후 6시 26분(18:26)으로 추정된다. 의회는 그 다음 날인 7월 2일 오후에 전체 위원회의 보고를 듣고 연합 식민지의 주권적 지위를 선언했다. 전체 위원회는 그 후 선언으로 넘어갔고, 휴회 전에 두 번째 낭독이 이루어졌다.

### 막판 논쟁
7월 3일 수요일, 전체 위원회는 선언문을 세 번째로 읽고 제안된 텍스트의 정확한 문구에 대한 검토를 시작했다. 그러나 5인 위원회의 초안 중 전체 위원회에서 거부된 두 구절을 제외하고는 다른 큰 변경 없이 채택되었다. 하나는 영국인들에 대한 비판적 언급이었고, 다른 하나는 노예 무역과 노예제 자체에 대한 비난이었다.
제퍼슨은 그의 자서전에서 삭제된 두 구절에 대해 다음과 같이 기술했다.
영국에 우리 편이 있어 그들과 관계를 유지해야 한다는 비겁한 생각은 여전히 많은 사람들의 마음을 사로잡았다. 이러한 이유로, 영국인들을 비난하는 구절들은 삭제되었다, 그들이 불쾌해하지 않도록 하기 위해서였다. 또한, 아프리카 주민들을 노예로 만드는 것을 비난하는 조항도 남아있는 노예 수입을 억제하려는 시도를 전혀 하지 않았고, 오히려 계속하기를 원했던 사우스캐롤라이나와 조지아에 대한 배려로 삭제되었다. 나는 또한 우리의 북부 형제들도 이러한 비난에 약간 민감하게 느꼈을 것이라고 생각한다. 그들의 백성들은 노예를 거의 가지고 있지 않았지만, 다른 사람들에게 노예를 상당히 많이 운반했기 때문이다.
존 애덤스가 수년 후에 회상했듯이, 제안된 텍스트를 편집하는 작업은 7월 3일 휴회할 때까지 대체로 완료되었다. 그러나 텍스트의 공식 채택은 다음 날 아침, 7월 4일 늦은 아침에 의회가 동의를 표결했을 때로 연기되었다.

### 정서된 사본

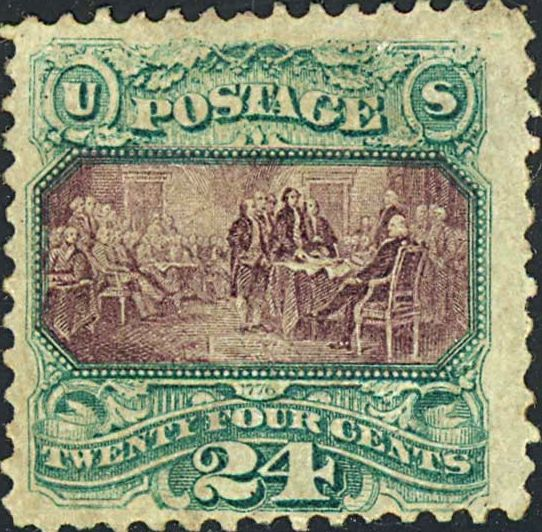
1869년 미국 우정청 24센트 우표에 그려진 5인 위원회; 같은 그림은 현재의 미국 2달러 지폐에도 나타난다.

채택된 초안 문서는 그 후 "정서된 사본"을 준비하기 위해 5인 위원회로 다시 회부되었다. 이것은 브로드사이드 인쇄업자 존 던랩에게 전달하기 위해 수정된 문서였다. 그리하여 5인 위원회는 7월 4일 이른 저녁에 모여 임무를 완수했다.
역사학자들은 인증 당사자의 신원을 확인할 수 있는 문서적 수단이 없었다. 선언문이 5인 위원회의 서명으로 인증되었는지, 아니면 위원회가 정서된 사본을 핸콕 대통령에게 그의 인증 서명을 위해 제출했는지, 아니면 인증이 던랩 브로드사이드로 알려지게 된 인쇄업자의 완성된 교정본에 존 핸콕 대통령의 서명을 기다렸는지는 불분명하다. 어느 쪽이든, 7월 5일 던랩 브로드사이드의 선언문이 공개되자 5인 위원회의 작업은 완료되었다.

### 던랩 브로드사이드 대중 공개
7월 5일 던랩 브로드사이드가 공개된 후, 대중은 누가 선언문에 서명했는지 알 수 있었다. 대륙회의 의장으로서 존 핸콕의 서명이 브로드사이드에 나타나며, 찰스 톰슨 대륙회의 비서의 증명서도 함께 나타난다. 참가자들의 기억은 이 특정 역사적 순간에 매우 짧았다. 30년도 채 지나지 않아 5인 위원회의 저명한 위원들은 1776년 7월 4일과 5일에 실제로 어떤 일이 일어났는지, 또는 그들의 적극적인 참여에 대한 세부 사항을 더 이상 기억할 수 없었다. 그래서 이 초기 수십 년 동안 7월 4일에 모든 의회 대표들에 의한 하나의 웅장한 의식적인 총체적 서명이라는 오래된 신화가 탄생했다.

### 첫 출판 및 공개 낭독
1776년 7월 4일 제2차 대륙회의의 56명의 대표에 의해 만장일치로 채택된 후, 선언문은 이틀 후인 7월 6일 더 펜실베이니아 이브닝 포스트에 의해 출판되었다. 선언문의 첫 공개 낭독은 1776년 7월 8일 정오에 필라델피아, 트렌턴, 이스턴 등 세 곳에서 동시에 이루어졌으며, 필라델피아에서는 현재의 독립기념관 마당에서 존 닉슨이 낭독했다.

## 같이 보기
- 세부 위원회, 미국의 헌법 초안 작성
- 미국 건국의 아버지